# Ptilothrix deusta
Ptilothrix deusta là loài thực vật có hoa trong họ Cói. Loài này được (R.Br.) K.L.Wilson miêu tả khoa học đầu tiên năm 1994.